# Кацман, Аркадий Иосифович
Аркадий Иосифович Кацман (22 февраля 1921 — 2 сентября 1989, Ленинград) — советский режиссёр и театральный педагог, заслуженный деятель искусств РСФСР (1984), профессор.

## Биография
В 1946 году окончил актёрский факультет Ленинградского театрального института. Во время учёбы у него проявилось «несмыкание» голосовых связок — дефект, не позволяющий выступать на сцене. В 1948 году принял предложение преподавательской деятельности в институте. С 1958 года — второй педагог у Георгия Товстоногова. С 1989 года — профессор кафедры режиссуры ЛГИТМиК.
Сыграл эпизодическую роль в фильме «Секундомер».
Скончался дома от острой сердечной недостаточности. Похоронен под Ленинградом, в посёлке Комарово, на Комаровском кладбище.

## Постановки
- 1954 — «Не все коту масленица» по пьесе А. Н. Островского. Постановка А. Кацмана. Художник Н. Якунин. МДТ.
- 1979 — «Братья и сёстры» по трилогии Ф. Абрамова. Постановка А. Кацмана и Л. Додина. Художник Н. Билибина. Учебный театр ЛГИТМиК.
- 1979 — «Если бы, если бы…» Постановка А. Кацмана и Л. Додина. Учебный театр ЛГИТМиК. «Бесплодные усилия любви» У. Шекспира. Постановка А. Кацмана и Л. Додина. Художник Н. Билибина. Учебный театр ЛГИТМиК.
- 1983 — «Братья Карамазовы» по Ф. М. Достоевскому. Постановка А. Кацмана, Л. Додина, А. Андреева. Художник Н. Билибина. Учебный театр ЛГИТМиК.
- 1983 — «Ах, эти звёзды!». Постановка А. Кацмана, Л. Додина и А. Андреева. Учебный театр ЛГИТМиК.

Памятник на Комаровском кладбище

## Из воспоминаний о Кацмане
Из воспоминаний Андрея Краско:
«С мастером мне повезло. Я так думаю, что Аркадий Иосифович — это один из последних людей, которые занимались исключительно тем, что учили, не были параллельно режиссёрами в театре, у него был талант именно педагога.».

Говорит Виктор Филиппович Борисенко: «Аркадий Иосифович Кацман сказал когда-то: „если вы ставите Стриндберга, то вы начинаете что-то понимать в театре“.».

"Аркадий Иосифович Кацман часто повторял: "В театре можно все! Важно, ради чего это всё задействуется. Все сюжеты мировой драматургии глубоко аморальны. Возьмите того же «Гамлета» — сколько убийств! Да мои «отходящие воды» у беременной женщины в «Оркестре» ничто по сравнению с тем, что леди Анна ложится с Ричардом! «Когда ещё и первый червячок до трупа мужа не добрался…» Лев Эренбург: «Бог разговаривает с тобой на сцене через артиста»